# Рената Лотарингска
Рената Лотарингска (на немски: Renata von Lothringen; * 20 април 1544, Нанси; † 22 май 1602, Мюнхен) от дома на Лотарингиите, е херцогиня на Бавария от 1579 до 1597 г. като съпруга на херцог Вилхелм V Баварски.

## Живот
Дъщеря е на херцог Франц I от Лотарингия (1517 – 1545) и Кристина Датска (1521 – 1590), дъщеря на крал Кристиан II от Дания и Изабела Хабсбург.
Рената се омъжва на 22 февруари 1568 г. в Мюнхен за принц Вилхелм V (1548 – 1626) от династията Вителсбах. Голямата сватба е празнувана в резиденцията на баща му в Мюнхен 18 дена. Празничната музика е композирана от Орландо ди Ласо. След това двойката установява в Ландсхут.
- Сватбата на Рената и Вилхелм V 
(худ.Николаус Солис, Мюнхен, 1568)
- Рената и Вилхелм V

Вилхелм става херцог на Бавария след смъртта на баща му херцог Албрехт V през 1579 г. и се мести със съпругата си в Мюнхенската резиденция. На 15 октомври 1597 г. той напуска поста си като херцог. Той оставя за себе си годишен апанаж от 60 000 гулдена и се оттегля със съпругата си в новопостроения замък Вилхелмина Весте (Максбург) в Мюнхен на площад „Ленбах“.
Рената се грижи за болните, бедните и поклонниците. Последните си години тя живее в манастира Херцогспитал в Мюнхен. Погребана е в църквата „Михаелис“ в Мюнхен. Народът я почита като светица, но тя не е канонизирана като такава.

## Деца
Рената и Вилхелм V имат 10 деца, от които шест порастват:
- Кристоф (*/† 1570)
- Кристина (1571 – 1580)
- Максимилиан I (1573 – 1651), от 1597 херцог на Бавария и от 1623 курфюрст

1. ∞ 1595 принцеса Елизабета Рената от Лотарингия (1574 – 1635)
2. ∞ 1635 принцеса Мария Анна Австрийска (1610 – 1665)

- Мария Анна (1574 – 1616) ∞ 1600 ерцхерцог Фердинанд II от Австрия, по-късно император
- Филип Вилхелм (1576 – 1598), кардинал и княз-епископ на Регенсбург
- Фердинанд (1577 – 1650), курфюрст на Кьолн, князепископ на Лиеж
- Eлеонора Магдалена (1578 – 1579)
- Карл (1580 – 1587)
- Албрехт VI (1584 – 1666) ∞ 1612 принцеса Мехтхилд от Лойхтенберг (1588 – 1634)
- Магдалена (1587 – 1628) ∞ 1613 херцог Волфганг Вилхелм от Пфалц-Нойбург и Юлих-Клеве-Берг